# Карпович, Наталья Николаевна
Ната́лья Никола́евна Карпо́вич (род. 19 сентября 1972, Ленинград) — общественный и политический деятель, депутат Государственной думы V созыва, первый заместитель председателя Комитета ГД по вопросам семьи, женщин и детей фракции Единая Россия (2007—2011), Руководитель Региональной общественной организации «Объединение многодетных семей города Москвы» (с 2014 г.) и Президент Благотворительного Фонда «Защита Детства» (с 2010 г.) Многодетная мама 6 детей и 1 приемного ребенка.

## Биография
Наталья Карпович родилась 19 сентября 1972 года в семье ленинградцев.
В 1986 году окончила ГБОУ СОШ № 128 Калининского района г. Санкт-Петербурга, после чего переведена в спортивную школу-интернат Калининского района, который окончила в 1989 году.
В 1995 году закончила Российский государственный педагогический университет им. А. И. Герцена (специальность — Педагогическое образование).
В 1998 году закончила Санкт-Петербургский государственный университет (специальность — Юриспруденция).
В 2009 году окончила Федеральное государственное образовательное учреждение высшего профессионального образования «Российская академия государственной службы при президенте Российской Федерации» (специальность — «Государственное и муниципальное управление»).
В 2024 году окончила Федеральное государственное бюджетное образовательное учреждение высшего профессионального образования «Российский государственный университет им. А. Н. Косыгина (Технологии. Дизайн. Искусство)». Присвоена квалификация магистр (50.04.02 Изящные искусства)
С семи лет начала заниматься спортом, которому посвятила 32 года.
Прошла путь от руководителя спортивной секции в общеобразовательной школе Санкт-Петербурга до Чемпиона Мира по биатлону среди ветеранов (2006 год).

### Спортивные достижения
Неоднократный призёр и победитель российских чемпионатов по боксу. Неоднократный призёр и победитель чемпионатов мира и Европы (14 медалей российского и международного уровня), мастер спорта по лыжным гонкам, чемпионка мира по биатлону среди мастеров.
В 2000 году стала серебряным призёром чемпионата России в весовой категории до 71 кг.
В 2002 год стала обладательницей серебряной медали первого женского чемпионата мира по боксу.

### Трудовая деятельность
В 2007—2011 годах депутат, первый заместитель председателя Комитета Государственной думы по вопросам семьи, женщин и детей, пятого созыва в составе партийного списка, Единой России.
В 2010 году организовала Благотворительный фонд «Защита Детства»
Работала телеведущей программы «Отражение» на «100 ТВ» Санкт-Петербург, в 2014 году была доверенным лицом на выборах Губернатора Санкт-Петербурга.
В 2014 году по инициативе Департамента труда и социальной защиты населения города Москвы была избрана Руководителем Региональной общественной организации «Объединение многодетных семей города Москвы», в которой состоят более 65 тысяч многодетных семей столицы.
С 2016 года является членом Общественного экспертного совета при уполномоченном по правам человека в городе Москве
В 2018 году на президентских выборах входила в число доверенных лиц кандидата на должность Президента Российской Федерации Владимира Путина, сопредседатель московского избирательного штаба.
Также, в августе 2018 года была назначена Председателем Общественно-делового совета по национальному проекту «Демография».
В 2020 году возглавила руководство Всероссийского проекта «Многодетная Россия», который объединил уже сотни тысяч семей по всей стране.
С 2021 года является председателем общественно-экспертного совета по федеральным проектам «Содействие субъектам Российской Федерации в реализации адресной социальной поддержки граждан», «Модернизация сферы социального обслуживания и развитие сектора негосударственных организаций в сфере оказания социальных услуг», «Социальное казначейство», не входящим в состав национальных проектов и являющимся структурными элементами государственной программы Российской Федерации «Социальная поддержка граждан».
С 2022 г. — член Совета при Правительстве РФ по вопросам попечительства в социальной сфере и член Общественной палаты Москвы IV созыва
С 2023 г. — Руководитель секции «Семья, материнство и детство» в Совете при Правительстве РФ по вопросам попечительства в социальной сфере.
С 2024 г. — член наблюдательного совета ГАУК г. Москвы Информационно-технологического Центра Департамента труда и социальной защиты населения города Москвы.
С 2024 г. — член Совета при президенте РФ по реализации госполитики в сфере поддержки русского языка и языков народов РФ
С 2024 г. — председатель Общественно-экспертного совета по национальному проекту «Семья»
С 2025 г. - член экспертного совета при Совете, создаваемый при Президенте Российской Федерации по реализации государственной демографической и семейной политики.

### О возвращении звания «Мать-Героиня»
25 мая 2022 г. Руководитель РОО «Объединение многодетных семей города Москвы» Карпович, выступая на заседании Президиума Государственного совета, посвященного вопросам социальной поддержки граждан, обратилась к президенту Российской Федерации Путину Владимиру Владимировичу с просьбой проработать вопрос о возвращении звания «Мать-героиня». 1 июня 2022 Путин предложил возродить почетное звание «Мать-героиня» и установить денежную выплату в размере 1 млн рублей. Звание и орден учреждены Указом Президента Российской Федерации от 15 августа 2022 года № 558.

### О принятии указа «О мерах социальной поддержки многодетных семей»
С 2018 года Карпович состояла в рабочей группе по подготовке предложений по совершенствованию законодательства по вопросам поддержки многодетных семей. В итоге Президентом РФ был принят Указ от 23.01.2024 г. № 63 «О мерах социальной поддержки многодетных семей».

### Книги
Автор трёх книг:
- «Чернобыль. Страницы жизни и любви»,
- «Бокс глазами женщины»,
- «Мой путь в президенты».

В рамках поездки на Донбасс в 2023 году, Карпович был выпущен сборник стихов «Я к вам приеду на часок»

## Награды
- Государственная премия Российской Федерации за выдающиеся достижения в области правозащитной деятельности (10 июня 2025 года)[21]